# لوط في الإسلام
لوط، هو حسب وجهة النظر الإسلامية نبيٌّ من أنبياء الله، ورسولٌ من رسله. ولم يُخبر القرآنُ عن نسبِهِ، بل أخبر أنه آمن بإبراهيم، وذلك لمَّا كان إبراهيم يدعو قومه إلى الله في بلاد العراق. تتحدث الروايةُ القرآنية كذلك حول استجابته لدعوة إبراهيم، وإيمانه له وسيره معه. وكذلك أنه لما هاجر إبراهيم من العراق إلى فلسطين كان لوطٌ معه. ولما وصل إبراهيمُ ولوطٌ إلى فلسطين، أرسل الله لوطًا نبيًا إلى مدينتي سدوم وعمورة ليذكر أهلها بعبادة الله وينهاهم عن فعل المنكرات وأعمالهم الشهوانية، كـإتيان الرجال شهوة من دون النساء. وكانت تلك الفَعلة غير مسبوقة من الأمم التي مضت حسب ما تدل عليه النصوص القرآنية.
على الرغم من أن النبي لوط لم يولد في القرية التي أُرسل إليها مثل باقي الرسل إلا أن القرآن ذكرهم باسم إخوانه. تتفقُ القصة المذكورة في التوراة مع ما سرده القرآن بأن دعوات لوطٍ لقومه تم تجاهلها مما تسبب لهم في العذاب وخسف قريتهم.
كذلك، يذكر العلماء المسلمون أن لوطاً رافق إبراهيم في رحلاته، فكان معه في حران، ثم في مصر. وأغدق عليه ملِك مصر، كما أغدق على إبراهيم فكثُر ماله ومواشيه.
لم يتناول القرآن حياة لوط بعد ذلك، إلا أن الإسلام يرى أن جميع الأنبياء كانوا أمثلة على البر الأخلاقي والروحي على عكس ما تم ذكره في التوراة من سكر وسفاح بعد تدمير سدوم.

## تمهيد لوجهة النظر الإسلامية
لا يذكرُ القرآنُ الصلةَ بين إبراهيم وبين لوط، ولا درجةَ القرابة بينهما. ولم يحدد ذلك أيضًا رسولُ الله في أيِّ حديثٍ صحيحٍ له. بينما ذكرت ذلك الإسرائيليات والروايات التوراتية من خلال أخبار وكلام وروايات عن هذه الصلة والقرابة بينهما، وكذلك عن نسب لوط.

يذكر علماءُ أهل السنة أنَّ منهجهم في هذا الأمر هو البقاءُ مع الآيات القرآنية والأحاديث الصحيحة، وعدمُ الأخذ بشيءٍ من مصدرٍ آخر غيرهما. بل، السكتُ عمَّا سكتا عنه. ذلك، وتجوز حكايته بطريق المقارنة والتحليل والاستنباط. مع عدم التسليم القطعي بصحة ما ورد إلا ما وافق الكتاب أو السنة؛ حيث أنه:
قد صح عن النبي ﷺ أنه أذن لأمته أن تحدث عن بني إسرائيل، ونهاهم عن تصديقهم وتكذيبهم، خوفَ أن يصدُقوا بباطل، أو يكذبوا بحق. ومن المعلوم أن ما يروى عن بني إسرائيل من الأخبار المعروفة بالإسرائيليات له ثلاث حالات؛ في واحدة منها يجب تصديقه، وهي ما إذا دل الكتاب أو السنة الثابتة على صدقه. وفي واحدة يجب تكذيبه، وهي ما إذا دل القرآن أو السنة أيضا على كذبه. وفي الثالثة، لا يجوز التكذيب ولا التصديق، كما في الحديث المشار إليه آنفًا، وهي ما إذا لم يثبت في كتاب ولا سنة صدقه ولا كذبه.

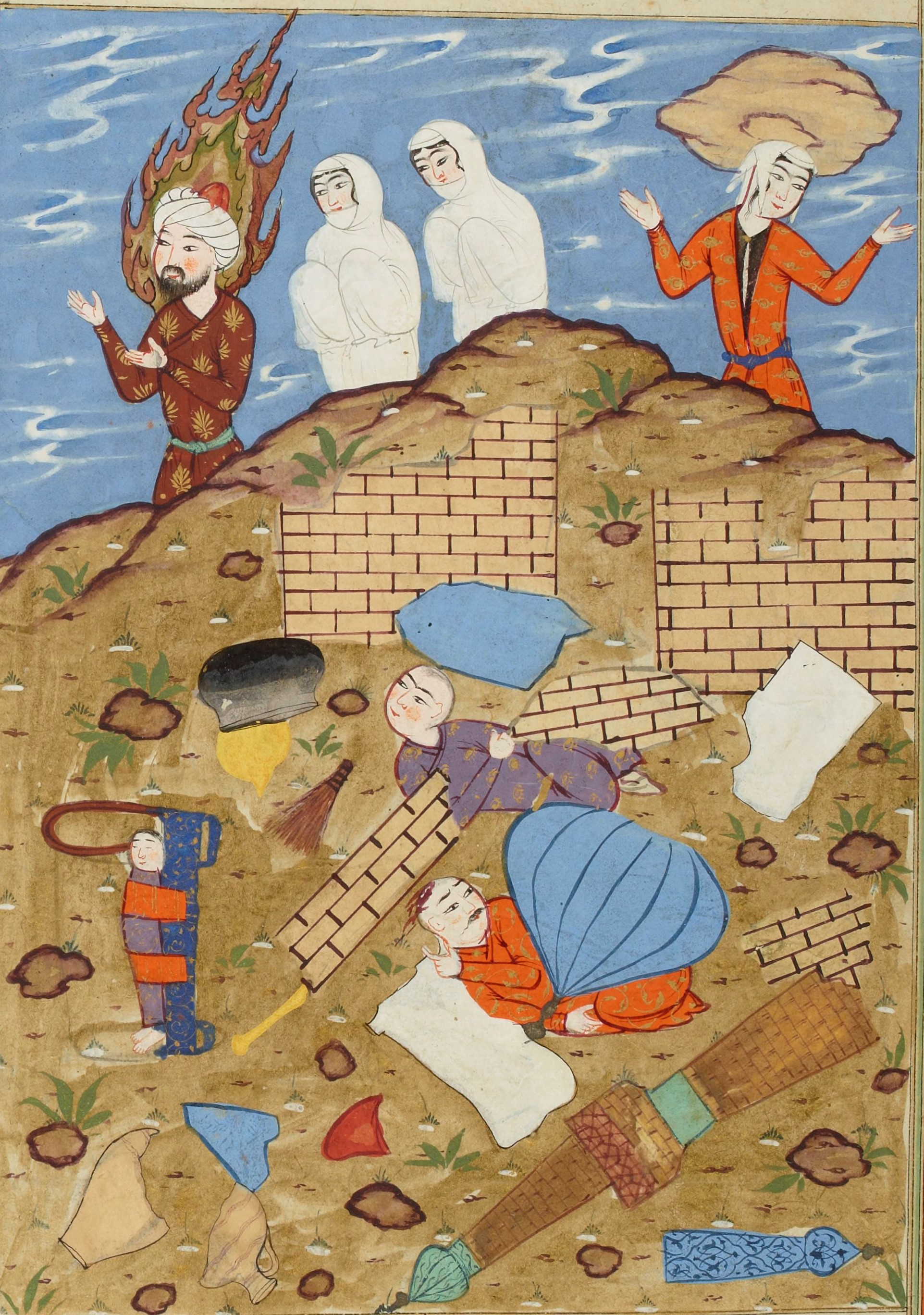
لوحة تصور هروب لوط وبناته، بعد مقتل زوجته.

فلا تجزم الرؤية الإسلامية يقيناً -اعتماداً على الرواية القرآنية أو الأحاديث النبوية الصحيحة-  إلا باسمه هو. وكذا، فلا يُجزم يقيناً بصلةٍ معينة بينه وبين إبراهيم، أو عن أحداثٍ معينةٍ في نشأته وطفولته.

## علاقة الاسم لوط بلفظة اللواط

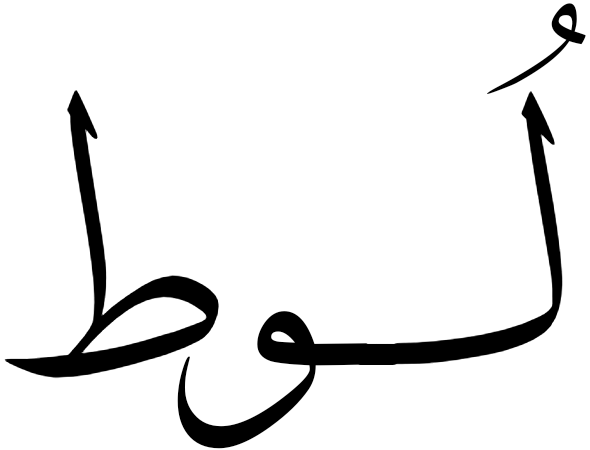
اسم لوط بخط الثلث.

لوط اسمُ علمٍ لأحد أنبياء الله، بعثه الله إلى قومه فكذَّبُوهُ، وأَحْدَثُوا ما أَحْدَثُوا من صنوفِ الفاحشة. وأصلُ كلمة -لوط-، وعلاقتها بلفظة اللواط هو على آراء:
1. أن (لوط) اسمٌ أعجمي، واسم قومِه أعجمي كذلك. مثل: نوح وإبراهيم عليهما السلام، فكلها أسماءٌ أعجمية رغم ورودها في القرآن. ولا تتعارض عربية لغة القرآن مع وجود أسماء أعلام أعجمية فيه مترجمةً إلى العربية، ومكتوبةً بحروفها. وأنه مصروفٌ وإن كان أعجميًا؛ لكونه اسمًا ثلاثيًا ساكن الوسط كـنوح.[18] واشتق الناس من لفظ اسمه فعلاً من فعل فِعْلَ الفاحشة -أي فاحشة قوم لوط-، ولكنه اشتق من لفظ لوط الناهي عن ذلك لا من لفظ المتعاطي له.[19]
2. الرأي الثاني يتفق مع الرأي الأول، أن لوط اسمٌ أعجمي. ولكن لفظة (اللواط) ليست مشتقة من الاسم الأعجمي (لوط). بل، هي كلمة عربية مشتقة لها صور متعددة. فهي من لاط الشيء بقلبي يلوط لوطًا وليطًا. [19] وكذلك فإن تلك اللفظة (اللواط) تأتي بمعنى التصق أيضاً؛ فنقول: لطت الحوض لوطًا، إن أمددته بالطين، أي: طيَّنته بالطين.[20]
3. على النقيض، يعتقد البعض أن اسم (لوط) بذاته هو اسمٌ عربي. وأنه سمي لوطاً لأن حبه لاط بقلب إبراهيم، أي تعلق به ولصق.[21]

ويري البعض أن الرأي الأخير واضحٌ ضعفه ولبْسه، فالظن بكون اللفظة (لواط) مشتقةً من الاسم (لوط) والربط بينهما لكون الفاحشة ظهرت في قوم لوط هو ربطٌ غير سليم. فالكلمتين ليستا من أصلٍ واحد؛ لأن (لوط) اسم علم أجنبي غير عربي أصلاً، وهو موجودٌ في العبرية بمعنى السكير العربيد  -وهذا يُنافي الرؤية الإسلامية للأنبياء قطعاً-. فهو إذاً اسمٌ غير مشتق، لا يُبحث عن مادة اشتقاقه في العربية، ولا عن جذره الثلاثي. أما (اللواط)، فهو كلمة عربية مشتقة، لها صورة فعلية ومصدرية، فاللوط: كلمة تدل على اللصوق، يقال: لاط الشيء بقلبي، إذا لصق. وفي الحديث: «الولد ألوط بالقلب». فالأرجح أن العرب عندما سموا الفاحشة القبيحة لواطاً، ما أرادوا أخذ الاسم من لوط، وإنما أخذوه من معنى الكلمة في اللغة؛ فإذا كان اللوط يدل على اللصوق، فقد سموا إتيان الرجل للرجل لواطاً؛ لأنهما يلتصقان معاً عند ارتكابهما تلك الفاحشة.
على كلٍّ، فمن المستخدم بكثرة قولهم: شخص لوطيّ، واللوطيُّ يقصدون به الشاذ جنسياً. وحينها يُقصد أن الشخص يعملُ عَمَلَ قومِ لوط. فهي نسبةٌ إلى قومه، وليس إليه، حاشاه. واللفظ المركب تركيباً إضافياً -مثل: قوم لوط- إذا كان الاسم الأول من المتضايفين، لا يتعرف إلا بالثاني منهما: عُدل عن النسبة إلى الأول، ونسب للثاني. فلا يقال هنا: قومي، وإنما يقال: لوطي.

قال ابن مالك في ألفيته:
فصل في النسب
- وَانْسُبْ لِصَدْرِ جُمْلَةٍ وَصَدْرِ مَـا -- رُكِّـــبَ مَـــزْجَاً وَلِـــــثَانٍ تَمَّمَا
- إِضَــــــافَةً مَبْدُوءَةً بِابْنٍ أَوَ ابْ -- أَوْ مَالَهُ التَّعْرِيفُ بِالثَّانِي وَجَبْ

فإذا نُسب إلى الاسم المركب، فإن كان مركبا تركيب جملة، أو تركيب مزج: حذف عجزه وألحق صدره ياء النسب، فتقول في تأبط شرا: تأبطى، وفي بعلبك: بعليّ. وإن كان مركبًا تركيبَ إضافةٍ، فإن كان صدره ابنًا أو أبًا، أو كان معرفًا بعجزه: حُذف صدره وألحق عجزه ياء النسب، فتقول في ابن الزبير: زبيري، وفي أبي بكر: بكري، وفي غلام زيد: زيدي.
فكما يذكر العلماء المسلمون، فإن هذه النسبة واردةٌ في النصوص، ولا معرةَ فيها على النبي الكريم، فإنه كان منكِرًا على قومه فعلهم القبيح. وكل من يسمعُ هذه الكلمة يعلمُ أن المراد بها فعل الشذوذ الذي كان عليه قوم لوط. فلَاطَ الرجلُ، لِواطاً، ولاوطَ: أَي عَمِل عَمَل قومِ لُوطٍ. بل وورد أنَّ النبي صلى الله عليه وسلم قال في الرجل يأتي امرأته في دبرها: «هي اللوطية الصغرى».
وفي النهاية لابد من ذِكْر أن عِصمة الأنبياء ثابتةٌ في عقيدة أهل السنة، فعُلُوُّ فطرةِ الرسولِ وصفاءُ نفسه، وسمو روحه وصحة عقله، تقتضي أن يكون أنموذجاً رفيعاً بين قومه في أخلاقه ومعاملاته وأمانته، وفي بُعده عن ارتكاب القبائح التي تنفر منها العقول السليمة والطباع المستقيمة. ونبي الله لوط حسب الرواية القرآنية ممن فضَّلهم الله على العالمين.

## النسب والعائلة
من وجهة النظر الإسلامية، وكما هو الحال في معظم أنساب الأنبياء، فهناك اختلافٌ في نسب لوط. والسبب في ذلك -كما ذُكر- يرجع إلى أنَّ القرآن الكريم والسنة النبوية لم يتطرقا إلى هذا الأمر؛ فاستُمدَّت المعلوماتُ المتعلقة في نسب لوط وعائلته من مصادرَ متعددة. وعموماً، فإن نسبه يدل على صلة القرابة بينه وبين إبراهيم، وذلك على الرغم من الاختلاف في جهة نسبه؛ فقد ذُكر أنه لوط بن هاران بن تارح ابن أخي إبراهيم. كما ذُكر أيضًا أنه ابن عم إبراهيم.
عموماً، فنسبُ لوط حسب ما اشتُهر بين رواة معظم أهلِ التاريخ والسير المسلمين هو: لوط بن هارون بن تارح، وتارح هو آزر، ولوط هو ابن أخي إبراهيم الخليل . ويمتدُّ النسبُ حتى يصل إلى سام بن نوح.
وهو حسب رواية ابن كثير: لوط بن هاران بن تارح (آزر) بن نهور بن صاروخ بن رؤو بن فلك بن عبير (عابر، هود) بن شالخ بن أرفاخشند بن سام بن نوح بن لميك بن متشلخ بن خنوخ بن إدريس بن يارد بن محليل بن قنان بن عنوش بن شيث بن آدم. وهذه الرواية موافقةٌ لما في العهد القديم. في حين أن ابن إسحاق يروي أن لوطاً يمتد نسبه إلى هود، وأن هوداً من ولد عاد بن إرم بن عوص بن سام بن نوح.
يُلاحظ من تلك الروايات أيضاً أنَّهم ينسبون لوطاً إلى تارح وأن تارح هو أبو إبراهيم وهو هو آزر المذكور في القرآن نصًّا بأنه أبو إبراهيم. ولكنَّ هناك رأياً آخرَ بأن أبا إبراهيم تارح لم يكن هو هو آزر، وأن آزر هو اسمُ صنمٍ كان أبوه يخدمه، حسب قول ابن عباس وتفسير مجاهد والسدي. يقول ابن كثير: فكأنه غَلَبَ عليه آزر لخدمته ذلك الصنم.
وأيضاً، فقد يسوق العلماءُ المسلمون أحياناً رواياتٍ من العهد القديم بأن تارح عاش سبعين سنةً، وولد أبرام وناحور وهاران، وولد هاران لوطاً، ومات هاران قبل تارح أبيه في أرض ميلاده في أور الكلدانيين.

## الزمن التقريبي لحياة لوط
يؤكد المؤرخون المسلمون أن حياة لوط كانت معاصرةً بالتأكيد لحياة إبراهيم، إلا أنهم يذكرون كذلك أنه من خلال النظر المباشر في ما ورد في القرآن والأحاديث الصحيحة، يتبين أنهما لم يوضحا تحديداً الفترة الزمنية التي عاش خلالها لوط أو التي قامت فيها دعوته. على أية حال، يذكر البعضَ أنه بين ولادة إبراهيم ونوح 890 سنة كما تشير إليه التوراة، وأنه إذا أضفنا عُمْر نوح وهو 950 سنة تقريبًا، فيمكن حينَها أن نحدد الفترة التي عاش فيها لوط من تاريخ الإنسانية بعد الطوفان.
ويُذكر أيضاً أن هلاك قوم لوط كانت في القرن الثامن عشر قبل الميلاد، ويُقال أن حياة نبيِّهم كانت ما بين 1861-1686 ق.م.

## موطن لوط وقومه والمواقع الجغرافية لها
من المعهود عند أهل الكتاب أن ديار قوم لوط وموقعها الجغرافي هو سدوم الواقعة بالقرب من قرية صوغر. ولكن الرؤية الإسلامية لا تتفق مع الرؤية التوراتية بالضرورة. وكذلك فهي لا تعتد بالإسرائيليات كمصدر يقيني. وتختلف الرؤية الإسلامية عن موطن لوط تبعاً لعدة آراء تتمحور في ثلاثةٍ منها:

### تعذر التحقق
يرى بعضٌ من علماء أهل السنة أنه لا يمكن التعرف أو التحقق على أصل قوم لوط، ولا أسماء القرى التي سكنوها، ولا اسم المنطقة التي كانوا فيها. وذلك باتباع منهج التوقف عند حدود ما ورد نصًّا في القرآن والأحاديث الصحيحة. وأنه لا يصح بتاتاً الذهاب إلى الاسرائيليات أو كتب الأخبار والتاريخ والأساطير؛ وذلك لعدم اليقين فيما أوردته تلك الروايات.

### إمكانية الاستنباط من المصادر الإسلامية
حيث يرى فريقٌ آخر أنه يمكن التوصل إلى بعض المعلومات عن موطن لوط من خلال المقارنة والاستنباط من المصادر الإسلامية المعتمدة.

فيصح أولاً، كونُ قرى قوم لوط كانت في بلاد الشام؛ لأن الأرض المباركة والتي نجى الله إليها إبراهيم ولوطاً وبناءً على بعض الآيات في القرآن هي بلاد الشام. وأجمع على ذلك جمهور المفسرين. وقال بذلك الإجماع أيضاً ابن الجوزي. يذكر البغوي في تفسيره:
﴿وَنَجَّيْنَاهُ وَلُوطًا﴾ من نمرود وقومه من أرض العراق، ﴿إِلَى الْأَرْضِ الَّتِي بَارَكْنَا فِيهَا لِلْعَالَمِينَ﴾ يعني، الشام بارك الله فيها بالخصب وكثرة الأشجار والثمار والأنهار ومنها بعث أكثر الأنبياء. 
والحاصل أن قصة لوط مع قومه إنما هي في بلاد الشام وليست في الهند أو السند أو اليمن أو غيرها من الأماكن.

ويصِحُّ ثانياً، كون قرية سدوم هي موضعهم من بلاد الشام، وذلك أن كونها بسبيلٍ مقيم،  يستدعي كونها على طريق ثابتة يسلكها الناس ويرون آثارها. ويمكن إنزال الناس هنا على أنهم قريش، أهل مكة؛ لأن الخطاب موجهٌ إليهم في الآيات من سورة الحجر المكية. فقد كان أهل قريش يمرون على ديار قوم لوط مرة في الصباح ومرة في الليل، وذلك وفق ترتيب سيرهم في السفر. وهذا أيضاً مما نُصَّ عليه في القرآن. ويقول الفخر الرازي: 
هذه القرى وما ظهر فيها من آثار قهر الله وغضبه، لبسبيل مقيم ثابت لم يندرِسْ ولم يُخفَ، والذين يمرون من الحجاز إلى الشام يشاهدونها.
وفيما سبق مع الوضع في الاعتبار سلوك القادم على ناقته -من جزيرة العرب إلى بلاد الشام- وادي عربة مروراً بالبحر الميت، وكون هذا الطريق أسهل عليه من صعود مرتفع مدينة العقبة؛ دليلٌ كافي للاعتقاد بكون وادي الأردن طريقاً مسلوكةً في كافة الاتجاهات فيما مضى. وكذلك فإنه توجد نتائج لأبحاث حديثة تدعم هذا الاعتقاد أكثر وترسيِّه، حيث تثبت وجود طرق وممرات على طول امتداد الشاطئ الشرقي للبحر الميت. فقد كان أهل الجزيرة العربية يسلكون إلى بلاد الشام طريق الشاطئ الشرقي للبحر الميت عبر وادي الأردن.
والحاصلُ أن العرب كانت تعرف موقع قرى قوم لوط بل أتوها ورأوها، وزيادة: لم يعتبروا! ولذا أنكر القرآن عليهم الرؤية مع عدم الاعتبار. ولهذا، وفي موضعٍ آخر، فإن القرآن يسألهم صراحةً عن مدى عقلانيتهم وقدرتهم على استنباط العبر منهم. فهو يسألهم أليس لكم فيكم عقول تعتبرون بها؟ ولو لم يكونوا يعرفون تلك القرى ومواقعها لما أنكر عليهم عدم تفكرهم في عقاب الله للظالمين.
وملخص ما يقوله علماء المسلمون في ذلك، والمشهور عندهم؛ أنَّ قرى قوم لوط في منطقة غور الأردن. حيث مدائنهم سدوم هي بِغُور زُغَر من البلاد الشامية. وزُغَر، قرية بينها وبين بيت المقدس ثلاثة أيام في طرف البحيرة المنتنة.  وهي موجودة جنوب حوض البحر الميت الجنوبي. نزل لوط إذن بـالأردن ثم أرسله الله إلى أهل سدوم، وهي عدة قرى. وبلادهم تلك ما بين الشام والحجاز بناحية زُغَر.

### الانفتاح على المصادر المختلفة
هناك فريقٌ ثالث يأخذ من الإسرائيليات وغيرها، مما لا يثبت يقيناً من وجهة النظر الإسلامية. فيزيدون مثلاً على كون لوط سكن في مدينة سدوم، أنها كانت مدينة كبيرة عامرة تقع على ضفاف بحيرة طبرية شديدة ملوحة المياه، وأن تربتها كانت شديدة الخصوبة، وأن سدوم قد أحاطتها أربع ممالك انتشرت حولها هي: عامورا ودوما وصبعة وصعوة، وكذا فقد أنشأت فيما بينها حلفاً برئاسة ملك سدوم واسمه بارع،  وعلى كل مدينة سورٌ عظيمٌ مبنيٌّ من الحجارة والرصاص، وكانت سدوم آنذاك أكبر تلك الممالك حيث كانت مركزاً تجارياً ومحطةً للمسافرين بسبب موقعها، وقدروا عدد سكانها بحوالي أربعة آلاف شخص.
ويُقال بأن البحر الميت حدث من الزلزال الذي جعل عاليها سافلها، وصارت أخفض من مستوى سطح البحر بنحو أربعمائة متر، وأنه تم اكتشاف آثار مدن قوم لوط على حافة البحر الميت.
ويُعتقد أن بأن المكان الذي عاش فيه قوم لوط ما زال موجوداً، وهو عبارة عمَّا يحيط بـبحيرة مغلقة تقع على الحدود بين المملكة الأردنية الهاشمية شرقاً، وفلسطين غرباً، وقد عُرف عبر التاريخ بأسماء مختلفة، فعند اليهود: بحر الملح. وعند الرومان: بحر الأسفلت. وعند الإغريق: البحر الميت. أما عند العرب، فهو بحيرة لوط.

## لوط في القرآن

### ذِكْر النبي لوط في القرآن
ورد ذكر لوط في القرآن 27 مرة وفي مواضع متفرقة من القرآن. وورد معظمها في الأغلب في سياق سلسلة الأنبياء المتعاقبين وهم: نوح، هود، صالح، وشعيب. وذكر علماء الإسلام أن هؤلاء الأنبياء المعينين يمثلون الدورة المبكرة للنبوة كما هو موصوف في القرآن. وتتبع هذه الروايات عادة أنماطاً متشابهةً حيث يتم إرسال نبي إلى مجتمع، لا يهتم المجتمع لتحذيراته بل يهدده بالعقاب، يطلب الله من النبي أن يترك المجتمع ويدمر أهله فيما بعد.
أما إذا أردنا التفصيل، فورود اسمه في القرآن يُلاحظُ انه كان على ثلاث حالاتٍ:

#### ذِكْر قصته مع قومه بتفاصيل
وملامح القصة تختلف من سورة لسورة، لكنها كلها تقريباً تشمل نفس المواضيع العامة، وهي بيان انحراف قومه وشذوذهم، وكذلك دعوته إياهم للطهارة والعفة من تلك الأفعال القبيحة المنكرة، وأخيراً بيان رفضهم لتلك الدعوة وإنزال العذاب بهم. وتتكرر هذه الحالة في ثماني مرات.
1. في سورة الأعراف من الآية 79 إلى الآية 84، [81] تحدثت تلك الآياتُ عن إنكار لوط على قومه إتيانهم الذكران من دون النساء، أتبع ذلك ردهم عليه بالمطالبة بإخراجه فقط لأنهم يتطهرون. حكت بعد ذلك الآيات تدمير القوم المسرفين وإنجاء الله للوط وآله المؤمنين.[81]
2. وفي سورة هود من الآية 69 إلى 83 [82] تذكر الآيات بعضاً من ملامح أخرى من قصة لوط متقاطعةً مع قصة إبراهيم. أمَّا ما خُصَّ بلوط وحواره مع الملائكة فشملته الآيات من 77 إلى 83.[83] تبدأ الآيات بتمهيد وهو حلول الملائكة ضيوفاً على إبراهيم وهو لا يعرفهم، وإخبارهم له أنهم ذاهبون للتدمير النهائي لقرية أهل لوط. وحينها، جادل إبراهيم معهم لتأخير التدمير لعل قوم لوط يؤمنوا. وامتدح الله خليله إبراهيم ونعته بالحلم والأوه والإنابة، ثم عاتبه بشكل لطيف مخبراً إياه أن الأمر قد آن أوانُه وأنه لا يرد عنهم العذاب. ثم أخبرت الآيات عن مجيء الملائكة إلى لوط في صورة رجال حسان، وأنه ضاق بهم لِما يعلمه من شذوذ قومه وظنه أنه سيأتون ليأخذوا ضيوفه. ثم واجههم لوط ودافع عن ضيوفه. أعلمته الملائكة بعد ذلك أنهم ملائكة من عند الله وأنه يجب أن يسري بأهله المؤمنين ليلاً؛ لأنه على وقت الفجر، سينزل عليهم العذاب وسيتم تدميرهم بقلب قراهم ورميهم بحجارة من سجيل.[82]
3. في سورة الحجر كذلك، اتصلت قصة لوط مع قصة إبراهيم وذلك في سياقِ ذي آياتٍ أقصر من الآية 57 إلى الآية 77.[84] ومرة أخرى، تحاورُ الملائكة إبراهيم، حيث استنكرهم إبراهيم بادئ الأمر ثم لما علم شأنهم، سألهم عن مهمتهم، فأخبروه أن الله أرسلهم لتدمير المجرمين: قوم لوط. وذكرت الآيات بعد ذلك وصول الملائكة إلى لوط، وكذلك طلبهم أن يسري بأهله ليلاً لأن الدمار واقع بقومه عند الصبح، وأيضاً هجوم قومه يريدون اللواط مع ضيوفه، ودفاع لوط عنهم ثم أخيراً، تشنيع لهم ثم الصيحة بهم وقت الشروق وتدميرهم بيوتهم وترك مواقعهم وآثارهم لمن طلب علاماتٍ أو عبر.[84]
4. وفي سورة الشعراء، تحدثت السورة بشكل متسارع في الآيات من 160 إلى 175 [85] عن دعوة لوط قومه للتقوى وترك إتيان الذكران وتوبيخهم على ترك ما خلق الله من الأزواج، مقرراً ومنكراً عدوانهم وطغيانهم. هدده قومه بعد ذلك بإخراجه، فأنذرهم وتبرأ من عملهم. ثم أتى تدمير القرية بمطر السوء. مع الإشارة بوضوح إلى ترك الآية والعبرة للاتعاظ لمن بعدهم.[85]
5. وفي سورة النمل، وبشكلٍ موجز تمثَّل في خمس آياتٍ من الآية 54 إلى الآية 58.[86] ذكرت تلك الآيات إنكارَ لوط على قومه الشذوذ معرضًا بشكل صريح بعدم إعمال عقولهم وبجهلهم، ومرة أخرى، يهددون بإخراجه هو وأهله من القرية فقط لأنهم يحبون التطهر. ثم حكت الآيتان التاليتين إنجاءَه هو وأهلَه إلا امرأتَه العجوز، فقد أُهْلِكت مع من أُهْلِك بالمطر المُهلك.[86]
6. وفي سورة العنكبوت، تداخلت قصة لوط مجدداً مع قصة إبراهيم من الآية 26 إلى الآية 35.[87] ويقرر لوط في السورة كما في الأعراف أن تلك العادة القبيحة المستنكرة -إتيان الذكران- لم يسبقهم لها أحد من قبل. وينهاهم فيها عنها وكذلك ينكر عليهم بعضَ جرائمهم الأخرى، ومنها قطع الطريق وإتيان المنكرات في أنديتهم. ثم ذكرت القصة أنهم كذبوه وطلبوا العذاب واستعجلوه في استهزاء واستخفاف. وهنا يدعوا لوط ربَّه بالنجاة من هؤلاء الفسدة. في حين كانت الملائكة تحدث إبراهيم في تدمير قوم لوط وهنا أبدى إبراهيم قلقه على لوط. لكن الملائكة طمأنته بإخباه بإنجاء لوط وأهله مع المؤمنين. وأخبرت الآيات التي تلي ذلك عن ضيق لوط الشديد لما أتته الملائكة وأعلمته بإهلاكهم بسبب فسقهم وفجورهم. ومرة أخرى تنبه الآية الأخيرة على ترك آيةً لمن يُعمل عقل ومن يتعظ بعدهم.[87] كما تقَرَّرَ في السورة أيضاً -وقبل أي شيء- إيمانُ لوطٍ بإبراهيمَ وهجرتُه معه.[88]
7. وفي سورة الصافات من الآية 133 إلى الآية 138،[89] تتحدث الآيات عن إنجاء الله للوط وأهله المؤمنين وتدمير قومه الكافرين، في إجلاءٍ للصورة التباينية. كذلك، فقد لفتت نظر العرب الذين بمرون على ديارهم أثناء سفرهم للتجارة، ودعوتهم للاعتبار.[89]
8. وفي سورة القمر، وردت الآيات من 33 إلى 40، [90] متحدثةً عن تكذيب قوم لوط، وتعذيب الله لهم، وكذلك إنجائه لوطاً وأتباعه. وأيضاً، تذكرُ مراودةَ قومِه له عن ضيوفه، مع وجود عذاب وقتي حلَّ بهم، وهو طمس الأعين.

#### ذِكْر تلميحات عن قصته
1. في سورة التوبة: إشارة ضمنية في إحدى الآيات [91] إلى تدمير قرى قوم لوط، وجاءت بلفظ المؤتفكات.
2. وفي سورة الفرقان: لُمِّح إلى قريتهم التي أمطرت مطر السوء [67]، مع لومٍ واضح لمشركي مكة العرب الذين لم يتعظوا أو يأخذوا عبراً من ذلك مع مرورهم على مساكنهم.
3. وفي سورة الأنبياء: أشير إلى لوط، وكذلك إلى نجاته من التي كانت تعمل الخبائث.[92]
4. وفي سورة الذاريات: أشارت الآيات [93] إلى لوط وإلى قومه دون أن تسميهم ألبتة، ولكن يُفهم من سؤال إبراهيم عن مهمة الملائكة وإبلاغهم له أنهم سيدمرون قريةً مسرفةً ليس فيها إلا بيت واحد من المسلمين المؤمنين؛ يُفهم أنهم متوجهون إلى قرية لوط لإهلاك قومه وإنجاء لوط وأهله.[93]
5. وفي سورة النجم، إشارة أخرى إلى المؤتفكة التي أهوى به الله وغشَّاها من العذاب نصيبها التي تستحق.[94]
6. وأخيراً، فقد ذكر اسم لوط في سورة التحريم، [95] ولكن ليس بشخصه. إنما ذكرت امرأة لوط مع امراة نوح كمثل للمرأة الكافرة، ومشيرةً إلى أن الفاسد فاسد، وأن هلاكه حتمي، ولا ينفعه في ذلك الزواج أو الاقتران عموماً أو القرابة بشخص صالح.[96]

#### ذِكْر الاسم فقط
ذُكِر اسم النبي لوط دوناً عن القصة وذلك مع أنبياءَ أُخر بنفس الآية، وذلك في أربعةِ مواضع.
1. سورة الأنعام، آية 86.[35]
2. سورة الحج، آية 43.[97]
3. سورة ص، آية 13.[98]
4. سورة ق، آية 13.[8]

### الرواية الإسلامية القرآنية لقصة لوط مع قومه

#### قصة قوم لوط بالتفصيل حسب الرواية القرآنية
نبي الله لوط من الأنبياء الذين تم ذكر قصته مع قومه في القرآن بشكل مفصل، وإن كان ذلك في متفرقات في سور القرآن المختلفة. تُجمع تلك المتفرقات وتسرد قصة لوط حسب الرؤية الإسلامية بشكل موحد تقريبًا حسب ما يُستنبط مما ورد فقط في القرآن الكريم.

فقد ذكر القرآنُ الكريم أنَّ لوطًا آمنَ بإبراهيم، عليهما السلام، وصدَّق به واهتدى بهديه، ثم هاجر معه في جميع رحلاته من العراق إلى بلاد الشام وهي والأرض التي بارك فيها الله. سكن إبراهيم هو ولوط فلسطين.
﴿فَآمَنَ لَهُ لُوطٌ ۘ وَقَالَ إِنِّي مُهَاجِرٌ إِلَىٰ رَبِّي ۖ إِنَّهُ هُوَ الْعَزِيزُ الْحَكِيمُ﴾ 
﴿وَنَجَّيْنَاهُ وَلُوطًا إِلَى الْأَرْضِ الَّتِي بَارَكْنَا فِيهَا لِلْعَالَمِينَ﴾ 

وبُعث لوطٌ إلى قومه، وعُرفوا بأنهم قوم لوط؛ حيث لم يحدِّد القرآن الكريم اسمَ القوم ولا مكانَ تواجدهم على وجه التحديد. وعلى الرغم من قدومه من العراق مع إبراهيم، فقد بيَّن القرآنُ الكريم أنّ لوطًا منهم. بل، وصفه بأنه تجمعه مع قومه الأخوة. فربما لأنه عاش معهم فترةً فعرفهم، وعرف صفاتهم.
﴿كَذَّبَتْ قَوْمُ لُوطٍ الْمُرْسَلِينَ ۝ إِذْ قَالَ لَهُمْ أَخُوهُمْ لُوطٌ أَلَا تَتَّقُونَ ۝ إِنِّي لَكُمْ رَسُولٌ أَمِينٌ﴾ 
على أن القرآن في المقابل ميَّز تماماً بين قوم إبراهيم وقوم لوط:
﴿وَقَوْمُ إِبْرَاهِيمَ وَقَوْمُ لُوطٍ﴾ 
ويذكر علماء المسلمين أن قوم لوط كانوا يسكنون سدوم، وهي أكبر مدنهم، وكانت تحيط بها قرى وردت أسماؤها في كتب التاريخ والأثر. بدون شاهد قرآني. فقط من تواتر روايات المؤرخين والمفسرين المسلمين واستنباطهم لبعض الحقائق من بعض ما ورد في نصوص العهد القديم وتم تناقله بينهم.

على كلٍّ، فبالرجوع إلى القرآن فقوم لوط هم أصحاب المؤتفكة، والإفك معناه الكذب، فهؤلاء صرفوا الأمور عن حقيقتها فكانوا في أبشع صور الانحراف والشذوذ غير الموجود أو المعهود من الأمم السابقة. بل، ابتكروا شذوذًا غايةً في القبحِ لم يسبق لأحد أن مارسه قبلهم في العالمين، وهو إتيان الذكور شهوةً دون النساء، كما جاء على لسان لوط حين دعا قومه، قال:
﴿وَلُوطًا إِذْ قَالَ لِقَوْمِهِ أَتَأْتُونَ الْفَاحِشَةَ مَا سَبَقَكُم بِهَا مِنْ أَحَدٍ مِّنَ الْعَالَمِينَ﴾ 
وذكر عمرو بن دينار في تفسير تلك الآية قال: ما رُئي ذكر على ذكر حتى كان قوم لوط.

وقومُ لوط لم يكتفوا بتلك الفاحشة، بل أضافوا إليها صنوفًا أخرى من التصرفات القبيحة، لا تقلّ فحشًا وسوءًا عن هذه الفاحشة منها قطعُ السبيل، وممارسة الفاحشة في النوادي أمام نواظر الناس دونما حياءٍ أو خجلٍ.
﴿أَئِنَّكُمْ لَتَأْتُونَ الرِّجَالَ وَتَقْطَعُونَ السَّبِيلَ وَتَأْتُونَ فِي نَادِيكُمُ الْمُنكَرَ ۖ فَمَا كَانَ جَوَابَ قَوْمِهِ إِلَّا أَن قَالُوا ائْتِنَا بِعَذَابِ اللَّهِ إِن كُنتَ مِنَ الصَّادِقِينَ﴾ 
وفي قطع السبيل أقوال، قيل: كانوا قطاعاً للطريق. قاله ابن زيد. وقيل: كانوا يأخذون الناس من الطرق لقضاء الفاحشة. حكاه ابن شجرة. وقيل: إنه قطع النسل بالعدول عن النساء إلى الرجال. قال وهب بن منبه أي: استغنوا بالرجال عن النساء . ولم يذكر القرآن الكريم السبب الرئيس لارتكابهم الفاحشة، سوى أنهم يفعلون ذلك للشهوة فقط، الشهوة التي مارسوها بلا هدف ولا قيمة. حيث كانت مسيطرة على عقولهم وقلوبهم ومجريات حياتهم؛ فأوردتهم المهالك والويلات. 
﴿إِنَّكُمْ لَتَأْتُونَ الرِّجَالَ شَهْوَةً مِّن دُونِ النِّسَاءِ ۚ بَلْ أَنتُمْ قَوْمٌ مُّسْرِفُونَ﴾.
فقط يشير القرآن إلى صفاتٍ قبيحةٍ إن مكنَّها الإنسان من نفسه أفسدت عليه عقله وقلبه فترديه. فيوبخ القرآنُ قومَ لوط على لسان نبيهم صفات العدوان وتجاوز الحد والإسراف الغير عقلاني، وكذلك الجهل وعدم إعمال التفكير العقلي الفطري السليم.
﴿أَتَأْتُونَ الذُّكْرَانَ مِنَ الْعَالَمِينَ ۝ وتَذَرُونَ مَا خَلَقَ لَكُمْ رَبُّكُم مِّنْ أَزْوَاجِكُم ۚ بَلْ أَنتُمْ قَوْمٌ عَادُونَ﴾ 
﴿أَئِنَّكُمْ لَتَأْتُونَ الرِّجَالَ شَهْوَةً مِّن دُونِ النِّسَاءِ ۚ بَلْ أَنتُمْ قَوْمٌ تَجْهَلُونَ﴾ 

أي: كيف توصلتم إلى هذه الحال؟! صارت شهوتكم للرجال، وأدبارهم محل الغائط والنجو والخبث! وتركتم ما خلق الله لكم من النساء من المحال الطيبة التي جبلت النفوس إلى الميل إليها، وأنتم انقلب عليكم الأمر فاستحسنتم القبيح واستقبحتم الحسن! بل أنتم قوم تجهلون، متجاوزون لحدود الله متجرئون على محارمه. بعد استفراغ لوط وُسعَه في هداية قومه، وصل قوم لوط إلى نهايتهم؛ فبعث الله الملائكة لإهلاكهم. تذكر القصة القرآنية أنهم مروا أولاً على إبراهيم حاملين معهم البشرى بالولد بعد كبر وضعف: 
﴿أَوَلَقَدْ جَاءَتْ رُسُلُنَا إِبْرَاهِيمَ بِالْبُشْرَىٰ قَالُوا سَلَامًا ۖ قَالَ سَلَامٌ ۖ فَمَا لَبِثَ أَن جَاءَ بِعِجْلٍ حَنِيذٍ﴾ 
في النهاية، عرف إبراهيم بأن مهمتهم هي إهلاك قوم لوط. فأخذ إبراهيم يجادل الملائكة في قوم لوط، وجداله كان من باب الرحمة بهؤلاء القوم، وإعطائهم فرصة للتوبة والرجوع عما هم فيه، فكما هو معلوم، كان إبراهيم قريباً من قوم لوط ويعرف أخبارهم.
﴿فَلَمَّا ذَهَبَ عَنْ إِبْرَاهِيمَ الرَّوْعُ وَجَاءَتْهُ الْبُشْرَىٰ يُجَادِلُنَا فِي قَوْمِ لُوطٍ﴾ 
توجهت الملائكة بعد ذلك إلى قوم لوط، وحلُّوا ضيوفًا عليه، فضاق بهم لوط ولم يطقهم وقال بأن هذا اليوم عصيب، وذلك لما يعلمه بما سيريده قومه من أضيافه:
﴿وَلَمَّا جَاءَتْ رُسُلُنَا لُوطًا سِيءَ بِهِمْ وَضَاقَ بِهِمْ ذَرْعًا وَقَالَ هَٰذَا يَوْمٌ عَصِيبٌ﴾ 
وبالفعل، علم أهل المدينة بقدومهم، فجاءوا مستبشرين؛ لما علموا من حسنهم وجمالهم:
﴿وَجَاءَ أَهْلُ الْمَدِينَةِ يَسْتَبْشِرُونَ﴾ 
جاءوا يبشر بعضهم بعضا بأضياف لوط وصباحة وجوههم واقتدارهم عليهم. وذلك لقصدهم فعل الفاحشة فيهم. فجاءوا حتى وصلوا إلى بيت لوط فجعلوا يعالجون لوطًا على أضيافه، ولوط يستعيذُ منهم،  ويقول: 
﴿إِنَّ هَؤُلَاءِ ضَيْفِي فَلَا تَفْضَحُون ۝ وَاتَّقُوا اللَّهَ وَلَا تُخْزُون﴾ 
فلما وصلوا إلى بيت لوط استحضر لوط كلَّ الوسائل التي تمكنه من المحافظة على ضيوفه، فتارةً يقول لهم:
﴿.. قَالَ يَا قَوْمِ هَٰؤُلَاءِ بَنَاتِي هُنَّ أَطْهَرُ لَكُمْ ۖ ..﴾ 
وذلك كي يردهم إلى الفطرة السليمة في التوجه إلى نساء القوم ليتزوجونهن؛ فرأى لوط أنّ هذا النداء لن ينفع معهم، فذكرهم بالله:
﴿..فَاتَّقُوا اللَّهَ وَلَا تُخْزُونِ فِي ضَيْفِي ۖ ..﴾ 
حاولَ لوط طريقة أخرى لعله يستخرج منهم أصحاب العقول المتزنة التي تميز الصالح من الطالح والحسن من القبيح؛ فيقول الله تعالى على لسان لوط:
﴿..أَلَيْسَ مِنْكُمْ رَجُلٌ رَشِيدٌ﴾ 
فلم يلامس نداءُ لوط عقولَ هؤلاء الرجال ونخوتهم، بل إنهم صرحوا بأنهم لا يريدون شيئاً من البنات ولن يريدوا، وأنه يعلمُ تحديداً ماذا يريدون. فلسان حالهم كأنهم يقول: لارشيد بيننا يا لوط.
﴿قَالُوا لَقَدْ عَلِمْتَ مَا لَنَا فِي بَنَاتِكَ مِنْ حَقٍّ وَإِنَّكَ لَتَعْلَمُ مَا نُرِيدُ﴾ 
وصل لوط إلى درجة اليأس من قومه فقال:
﴿قَالَ لَوْ أَنَّ لِي بِكُمْ قُوَّةً أَوْ آوِي إِلَىٰ رُكْنٍ شَدِيدٍ﴾ 
تمنى لوط حينها أن لو كان له عشيرة ومِنعة تساعده على هؤلاء المنحرفين؛ لذا تصرّف كالبشر، فطلب المعونة وقت الشدائد ممن حوله، ولأنّ لوطًا لم يكن منهم، بل جاء مهاجرًا مع إبراهيم لم يكن له عشيرة وقوة مادية؛ فلما سمعته الملائكة ظهرت على حقيقتها: ضيوفك يا لوط ليسوا بشرًا، بل ملائكة. فلوط إذن يرجح أنه لم يعرف أنهم ملائكة، وإلا لما أصابه كلّ ما أصابه من الضيق والحرج؛ فقالت الملائكة للوط:
﴿قَالُوا يَا لُوطُ إِنَّا رُسُلُ رَبِّكَ لَن يَصِلُوا إِلَيْكَ ۖ فَأَسْرِ بِأَهْلِكَ بِقِطْعٍ مِّنَ اللَّيْلِ وَلَا يَلْتَفِتْ مِنكُمْ أَحَدٌ إِلَّا امْرَأَتَكَ ۖ إِنَّهُ مُصِيبُهَا مَا أَصَابَهُمْ ۚ إِنَّ مَوْعِدَهُمُ الصُّبْحُ ۚ أَلَيْسَ الصُّبْحُ بِقَرِيبٍ﴾ 
وهذا حدث بعد أن طمس الله عليهم:
﴿وَلَقَدْ رَاوَدُوهُ عَنْ ضَيْفِهِ فَطَمَسْنَا أَعْيُنَهُمْ﴾ 
عن قتادة، قوله: وذُكر لنا أن جبريل استأذن ربه في عقوبتهم ليلة أتوا لوطًا، وأنهم عالجوا الباب ليدخلوا عليه، فصفقهم بجناحه، وتركهم عُميًا يتردّدون. أخيراً، أمرت الملائكة لوطًا بالخروج من القوم، وذلك بأمر إلهي؛ لأنًّ العذاب واقع عليهم مع الصبح التالي. فخرج لوط بأهله وقت الظلمة قبل شروق الشمس ومعه أهله إلا زوجته الكافرة. ثم أنزل الله العذاب على قوم لوط، حيث تذكر الرواية القرآنية أن قُراهُم جُعل عاليها سافلها، وأُمطر عليهم حجارةٍ من سجيل معلمة على رؤوسهم.
﴿قَالُوا يَا لُوطُ إِنَّا رُسُلُ رَبِّكَ لَن يَصِلُوا إِلَيْكَ ۖ فَأَسْرِ بِأَهْلِكَ بِقِطْعٍ مِّنَ اللَّيْلِ وَلَا يَلْتَفِتْ مِنكُمْ أَحَدٌ إِلَّا امْرَأَتَكَ ۖ إِنَّهُ مُصِيبُهَا مَا أَصَابَهُمْ ۚ إِنَّ مَوْعِدَهُمُ الصُّبْحُ ۚ أَلَيْسَ الصُّبْحُ بِقَرِيبٍ ۝ فَلَمَّا جَاءَ أَمْرُنَا جَعَلْنَا عَالِيَهَا سَافِلَهَا وَأَمْطَرْنَا عَلَيْهَا حِجَارَةً مِّن سِجِّيلٍ مَّنضُودٍ﴾ 
ثم ذكر الله القصة متوعداً بها المشركين من قريش، ومن كل ظالم أن يُمطروا مثل هذه الحجارة، وذلك إن لم يتوبوا من شركهم.
﴿مُّسَوَّمَةً عِندَ رَبِّكَ ۖ وَمَا هِيَ مِنَ الظَّالِمِينَ بِبَعِيدٍ﴾ 
فمن شاء فليذهب إليها فينظر مصيرها. وهكذا انتهى قوم لوط تماماً، ونُكِسَّت المدن على رؤوسها حسب الرواية القرآنية، مع بقاء شواهد للاتعاظ والاعتبار.
﴿فَأَخَذَتْهُمُ الصَّيْحَةُ مُشْرِقِينَ ۝ فَجَعَلْنَا عَالِيَهَا سَافِلَهَا وَأَمْطَرْنَا عَلَيْهِمْ حِجَارَةً مِّن سِجِّيلٍ ۝ إِنَّ فِي ذَٰلِكَ لَآيَاتٍ لِّلْمُتَوَسِّمِينَ ۝ وَإِنَّهَا لَبِسَبِيلٍ مُّقِيمٍ ۝ إِنَّ فِي ذَٰلِكَ لَآيَةً لِّلْمُؤْمِنِينَ﴾ 

#### اختصار الرواية القرآنية من المنظور الغربي
يذكر القرآن أن لوط كان ابن أخ إبراهيم الذي أرسل إلى مدينتي سدوم وعمورة كنبي بعد هجرته إلى كنعان، لكن سكان المدن قاموا بالاستهزاء به ورفضوا وجوده في بلادهم. وذات يوم، زارت مجموعة من الملائكةِ إبراهيمَ كضيوف لتبشيره أن زوجته سارة حاملٌ بإسحاق. وأثناء زيارتهم، أخبروه أيضا أن الله قد أرسلهم إلى شعب لوط المذنب ليهلكهم برمي حجارة من الطين. وإنقاذ لوط ومن آمن به، إلا زوجته فستموت في الدمار، مع ذكر الملائكة أنها كانت من المتخلفين عن النبي.
تجاوز أهل المدينتين حدود الله، كما ذكر القرآن، فإن ذنوبهم تضمنت عدم حسن الضيافة والسرقة،  فقد كرهوا الغرباء وسلبوا المسافرين، بخلاف سوء المعاملة والاغتصاب والزنا. كانت خطيئتهم المتعلقة بسوء السلوك الجنسي هي التي اعتبرت شنيعة ومنكرة بشكل خاص، حيث كان لوط يوبخهم ويقرعهم بشدة لأنهم كانوا يأتون الرجال جنسيًا بدلًا من النساء.
حثهم لوط على ترك طرقهم الآثمة، لكنهم سخروا منه وهددوا بطرده من المدن. بالقول أن هذا الرجل وأهله يريدون أن يكون أنقياء متطهرين. صلى لوط إلى الله وطلب الخلاص من عواقب أفعالهم الخاطئة.
جاء ملاكان في هيئة رجلين وسيمين إلى لوط، وانزعج لوط بسبب عجزه عن حمايتهم من أهل المدن الذين يريدون بهم الفاحشة. طالب سكان المدن لوطَ صراحةً بتسليمهم ضيوفه.
أشار إلى ضيوفه ببناتي، لكن على عكس المعتقدات اليهودية المسيحية، عرضهم لوط على الزواج الشرعي بعد اعتناقهم التوحيد الإسلامي، كبدائل تقيهم من رغباتهم الغير مشروعة، ربما مصدر إرشاد، لكنهم كانوا بلا هوادة. فأجابوه بأنا لسنا بحاجة إلى بناتك وإنك تعرف جيدًا ما نريد. يقول القرآن أنهم تحركوا وهم في حالة سكر أعمى وفي جنون كأنهم يقتربون من الموت.
يرى المفسرون مثل ابن كثير والقرطبي والطبري أن كلمة بنات لا تعني بنات لوط بالمعنى الحرفي، فسروا ذلك بأن النبي مثل الأب لأمته. لذلك كان لوط يوجه قومه إلى الابتعاد عن خطاياهم والدخول في علاقات صحية مع بنات الأمَّة، أي النساء بشكل عام.
ثم كشفت الملائكة عن هوياتهم الحقيقية للوط، وأخبرته أنهم أرسلوا من قبل الله لينزلوا على أهل هذه البلدة سخطا من السماء لأنهم أهل سوء. نصحوا لوط بمغادرة المكان ليلا وعدم النظر إلى الوراء، وأخبروه أن زوجته ستترك بسبب طبيعتها الخاطئة.
حفاظا على إيمانه بالله، غادر لوط المدن ليلًا مع أفراد أسرته المؤمنين وغيرهم ممن آمنوا به. ولما جاء الصبح، قلب الله المدن رأسًا على عقب، وأمطر عليها حجارة صلبة كالطين، مما أنهى حياة أهل سدوم وعمورة.

## قصة لوط في الفكر الإسلامي
استنبط عدد من العلماء المسلمين كثيراً من الأحكام والمواعظ من قصة النبي لوط. لعل أهمها هو تحريم الشذوذ الجنسي. وفيما يلي تفصيل لبعض استنباطاتهم:

### اللواط
يستنبط العلماء المسلمون أحكامهم من الأساس بالنسبة إلى اللواط بشكل خاص، والشذوذ الجنسي بشكلٍ عام، من قصة قوم لوط في القرآن الكريم. واللواط الموجب للحد هو تغييب الحشفة في دبر الذكر، وأما ما دون ذلك من مقدمات اللواط فعلى ما فيها من القبح والفحش والإثم، فإنها لا توجب الحد. وإنما التعزير بما يراه أولو الأمر رادعاً.

#### حكم اللواط
يستنبط العلماء المسلمون بالإجماع، تحريم اللواط بوجه الخصوص، والشذوذ الجنسي بشكلٍ عام من قصة قوم النبي لوط. واقترن الشذوذ الجنسي في القرآن بقوم لوط تمام الاقتران، حتى أنَّ البعض يقول أنهم كانوا غير مشركين لعدم نص القرآن على ذلك، وأنهم عوقبوا في الأصل بسبب تلك الفاحشة وتوابعها.

#### حد اللواط
شدَّد الإسلام العقوبةَ على هذه الخطيئة، لما تقود إليه من إفساد الحياة الاجتماعية وانحلال القيم والأخلاق في المجتمع. ولعلماء المسلمين رأيان واضحان فيما يخص عقوبة فيمن ثبُتت ممارسته للواط. فمع إجماع العلماء على حرمة هذه الجريمة، وعلى وجوب أخذ مقترفيها بالشدة، إلا أنَّ العقوبة كانت على ثلاثة آراءٍ واضحٌ تباينهما:

##### لا حد للائط
فهؤلاء يقولون أن اللائط لا يُقتل ولا يُحَدُّ حد الزنى، وإنما يعزَّر بالضرب والسجن ونحو ذلك. واحتج من يقولون هذا القول، ومنهم أبو حنيفة بأن الصحابة اختلفوا فيه، واختلافهم فيه يدل على أنه ليس فيه نصٌّ صحيح، وأنه من مسائل الاجتهاد، والحدود تدرأ بالشبهات. قالوا: ولا يتناوله اسم الزنى، لأن لكل منهما اسمًا خاصًّا به.

##### حدُّ اللواط هو حدُّ الزنا
فإن كان محصنًا فعقوبته الرجم، وإن كان غير محصن فعقوبته الجلد والتغريب. وهذا رأي الإمام أحمد. ومما بُنِي عليه هذا الحكم، الحديث: «إذا أتى الرجلُ الرجلَ فهما زانيان».

##### حدُّ اللواط هو القتل
فيجب قتل الفاعل إن ثبُت عليه بالطريقة المذكورة في التشريع الإسلامي، ولكن على اختلافٍ في طريقة القتل، وذلك على مذاهب ثلاثة: 
- الأول: وهو رأي أصحاب الرسول صلى الله عليه وسلم، والقاسم بن إبراهيم، والشافعي في قولٍ من أقواله. وهؤلاء يقولون أن حده القتل ولو كان بِكرًا، سواء كان فاعلًا أو مفعولًا به. فيصل حد اللواط عند معظم الفقهاء المسلمين إلى القتل بناءً على أحاديثَ واردةٍ، منها:

مَنْ وَجَدْتُمُوهُ يَعْمَلُ عَمَلَ قَوْمِ لُوطٍ فَاقْتُلُوا الْفَاعِلَ وَالْمَفْعُولَ بِهِ.
ويرون كذلك أنَّ تشديدَ الإسلام في تلك العقوبة يرجعُ إلى عواقبها الوخيمة على الفرد والمجتمع. من ذلك أنها تصرف الرجل عن العلاقة الفطرية السليمة والتي تؤدي إلى إيجاد النسل وإبقاءه. وكذلك تؤدي إلى الاختلالات النفسية والعصبية مؤديةً في النهاية ارتكاب مختلف الجرائم، كالخطف والسطو والاغتصاب واستخدام العنف والمخدرات والخمر وكل فعل رذيل.
- الثاني: رجم من عمل هذا العمل. ومن يقولون بهذه العقوبة، يستدلون، في الأغلب، بحديث رجم عليًّ لأحد مرتكبي هذه الفعلة.[150] ومن أصحاب هذا الرأي الشافعيُّ، في أحد أقواله. حيث قال بأنه بهذا نأخذُ رجم من يعمل هذا العمل، محصنًا كان أو غير محصن.

- الثالث: هو الحرق بالنار. ويذكرُ من يقولون بهذا الرأي أن أبا بكر جمع الناس في حق رجل ينكح كما ينكح النساء، فسأل أصحاب رسول الله ﷺ عن ذلك. فكان من أشدهم يومئذٍ قولًا علي بن أبي طالب، قال: هذا ذنبٌ لم تعص به أمة من الأمم، إلا أمةٌ واحدة، صنع الله بها ما قد علمتم، نرى أن نحرقَه بالنار. فكتب أبو بكر إلى خالد بن الوليد يأمره أن يحرقه بالنار.[151] ويردُّ من يُعارض هذا الرأي بأنه قد نهى النبي ﷺ عن الإحراق بالنار.[152] ويُرجِعون تلك الروايات التي وردت عن الصحابة إلى الرد للضعف والإنكار والوضع. وأنها وإن حدثت، فذُكِر أنها كانت للجثة. وأنها أيضًا لا تثبتُ اطرادًا بهذه الروايات.[153]

#### حكم اللواط في الإسلام ورؤية الشرائع السماوية الأخرى
لا تبتعد أحكام اللواط في الإسلام وحدودها كثيراً عن الرؤية التوراتية والإنجيلية. فتلك الأديان السماوية حرَّمت هذه الجريمة.  فقد جاء في التوراة لعن اللوطية ومعاقبتهم بالقتل. أما النصرانية، فإنها لم تستقذر هذه العلاقة الجنسية الشاذة فحسب، بل ذهبت أبعد من هذا حين نظرت إلى الممارسات الجنسية السليمة المشروعة بين الأزواج على أنها قذارةٌ أيضاً.
على كلًّ، فالشذوذ الجنسي منتشر في البلاد المسيحية. بل، قنَّنَتْهُ بعضها وأباحته طالما كان بين بالغين دون إكراه. وتكونت آلاف الجمعيات والنوادي التي ترعى شؤون الشاذين جنسيًا، فهم خرجوا من دائرة السرية إلى دائرة العلنية، وأصبح لهم نواديهم وباراتهم وحدائقهم وسواحلهم ومسابحهم. من منظور المفكرين المسلمين، هذا يبدي بوضوح أن الجاهلية الغربية الحديثة قد انحطت عن الدرك الأسفل الذي انحدر إليه قوم لوط، وأنهم يعانون من الإيدز وغيره من الأوبئة، ولا يعلم أحد عقوبات الله الأخرى التي تنتظرهم بسبب ما هم فيه. فهذه جاهلية حديثة في أوروبا وأمريكا ينتشر فيها هذا الانحراف الجنسي الشاذ انتشارًا ذريعًا، بغير ما مبررٍ إلا انحراف عن الاعتقاد الصحيح، وعن منهج الحياة الذي يقوم عليه.

وعلى كلٍّ، فحين يقصُّ القرآن شأن قوم لوط، فإنه يريد أن يحذر هؤلاء الذين يؤمنوا مِنْ عمل قوم لوط وعاقبة فعلهم. وذلك ليتدبروا ويعتبروا ولا يعتدوا إلى ما لا يحل لهم، وليعلموا أن عقوبة من عمِل عمَل قوم لوط هو اللعنة من الله، ومن رسوله، مع شدة العقوبة في الدنيا والفضيحة كذلك، وما أُعِدَّ لهم في الآخرة من العذاب أعظم إن لم يتوبوا. يقول النبي محمد:
لعن الله مَن عمل عمل قوم لوطٍ، لعن الله من عمل عمل قوم لوطٍ، لعن الله من عمل عمل قوم لوطٍ.

### مبهمات في قصة لوط وإيضاحاتها
ترد في قصة لوط، كشأن كل قصص الأنبياء، الكثيرُ من الأشياء المُبهمة أو المُسْتَغْرَبَةِ لعوام قارئي القرآن. وكذلك فقد أُدخل على رواية القصة كثيرٌ مما ليس مذكورًا في المصادرِ الإسلامية. فهناك عدة روايات لقصة قوم لوط، يقول المفكرون الإسلاميون بأنها ليست بالضرورة كلُّها زائفة، ولكنه لا يمكن الوثوق بها.  ولذلك، قام العلماء والمفكرون والمفسرون الإسلاميون بشرح ما أُبهِم، وكذلك بالرد على كثيرٍ من تلك الأمور، وكذلك مما يسمونه شبهاتٍ في قصة النبي الكريم.

#### عرض لوط على قومه
فيوردُ الكثيرون أنه كيف يجوز لنبيٍّ أن يذكرَ بناته على قومٍ مثل هؤلاء. وهو ما ورد نصًّا في آية قرآنية. يردُّ العلماء المسلمون والمفسرون على هذا أنَّ لوطًا أراد أن يصرفَ قومَه إلى الأفضل، فاقترح عليهم الزواج بهن. ولكنهم على أيَّة اختلفوا في المراد بهؤلاء الذين ذكرهم القرآنُ بأن لوطًا قال أنَّهنَّ «بناته»:
1. فالبعضُ يقولُ أنَّ المقصود هنَّ بناتُ الأُمَّة. فلوط يقول أنهنَّ أحلُّ لكم، يقصدُ بناتهم. فالنبيُّ أبٌ لِأُمَّتِهِ. يقول بهذا الرأي كثيرٌ من المفسرين، ومنهم مكي بن أبي طالب.[161]
2. والآخرون يذكرون أنَّه قَصَدَ بناته هو.[162] ولكن، أراد التَّزويجَ. وإلَّا فلا معنى لتغيير المنكر، ودعوتهم إلى منكرٍ آخر.[163]
3. بينما يقولُ رأيٌ ثالث، أنه لم يعرض بأحد. إنما قال لهم هذا لينصرفوا. وهذا رأي عكرمة.[161]

#### هل خرجت امرأة لوط معه
في إبهامٍ آخر، اختلف العلماء المسلمون في آيةٍ وردت في سورة هود. تذكر الآية أن النبي لوط أُمِر بأن يخرج ليلاً بأهله ويخرج من القرية التي سيصيبها عذاب الله في الصباح. ونَهَتْهُم جميعًا ألا يلتفتوا ولا ينظروا إلى القرية الهالكة وراءَهم. ثم بعد ذلك مباشرةً، اسْتُثْنَتْ امرأةُ لوط. وهنا، اختلف المفسرون المسلمون: هل أُمِر لوط بأن يأخذ امرأته معه أم لا؟
1. ذكر بعضُهم إلى أن القول بمعنى: فأَسْرِ بأهلك إلا امرأتك. أي أن استثناء امرأته كان من الفعل الأمر: أَسْرِ. وهكذا، فإن لوطًا أُمِرَ أن يسري بأهله سوى زوجته، فإنه نُهي أن تخرج معه، وأمر بتخليفها مع قومها.
2. ذهب مفسرون آخرون أن المقصود هنا: ولا يلتفت منكم أحد إلا امرأتك، فإن لوطًا قد أخرجها معه على أيةِ حال. ولكن النهي عن الالتفات كانت هي مستثناة منه. فقد نُهي لوط ومن معه عن الالتفات، سوى زوجته، فإنها التفتت فهلكت لذلك.[164][165]

#### قلب جبريل للقرية بجناحه
اختلف العلماء المسلمون أيضًا في كون الملك جبريل قد قلب قرية قوم لوط بجناحه. تذكر عدَّة أحاديث هذا الأمر. ولكنَّ المفسرون المسلمون يقولون أنهم لم يجدوا في السنة النبوية من كلام الرسول ما يُثبِتُ كون الملك جبريل قد قلب مدائنهم بطرف جناحه حتى صار عاليها سافلها. ولكنَّ تعذيب الله تعالى قوم لوط عن طريق جبريل وُجِدَ بالفعل في كلام بعض التابعين، ولا يُعلم إن كان مستندهم من الإسرائيليات أو غيرها. مِن هذا الذي يذكر قول مُجاهد الذي نقله ابن كثير.
أَخَذَ جبريلُ قَوْمَ لُوطٍ مِنْ سَرْحهم وَدُورِهِمْ، حَمَلَهُمْ بِمَوَاشِيهِمْ وَأَمْتِعَتِهِمْ، وَرَفَعَهُمْ حَتَّى سَمِعَ أَهْلُ السَّمَاءِ نُباح كِلَابِهِمْ ثُمَّ أَكْفَأَهُمْ، وَقَالَ وَكَانَ حَمَلَهُمْ عَلَى خَوَافِي جَنَاحِهِ الْأَيْمَنِ. 

### دروس من قصة لوط مع قومه
يحاول المفكرون المسلمون دائمًا استخلاص الدروس والعبر من القصص الواردة في القرآن الكريم. بالطبع، فإن قصص الأنبياء تظل أهم نوع من هذا القصص؛ لأنها تناقش قصص الأنبياء، والذين هم -من وجهة النظر الإسلامية- أفضل البشر وأكثرهم كمالًا. ولذلك، فهم موضع القدوة والأسوة كما ذَكَرَ القرآن الكريم.  وبالطبع، فقد أخذت قصة لوط حظَّها في هذا الشأن.

#### عقوبة الانصراف عن الفطرة
يعتقدُ المفكرون المسلمون أنَّ قصة قوم لوط كما ذُكرت في القرآن الكريم تكشف عن هدف خاص، وهو معالجة لون خاص من ألوان الانحراف عن الفطرة، وعن قضية ليس محورها الأصيل هو قضية الألوهية والتوحيد والذي كان مدار قصص الأنبياء الأخر. يذكر المفكرون كذلك أنَّه شاء الله أن يخلق البشر ذكرًا وأنثى، ومن ثمَّ ركبهما وفق هذا الطبع وجعلهما صالحين مجهزين عضويًا ونفسيًا للالتقاء والتناسل. وبعد هذا يكون الالتقاء فيه لذة حقيقية ورغبة أصيلة، يعطي ذلك دافعًا مقابلَ المتاعب التي يلقيانها بعد ذلك في الذرية من حمل ووضع ورضاعة، ونفقة وتربية وكفالة. وكذلك تكون ضماناً لبقاءهما ملتصقين في أسرة تكفل الأطفال الناشئين الذين تطول فترة حضانتهم أكثر من أطفال الحيوان. هذه هي سنة الله، والانحراف عنها إلى الشذوذ الجنسي عقوبتُه شديدة، بالضبط كما كان عقابُ قوم لوط أشدَّ من أي عقاب لَحَق بالأمم السابقة.

#### إيجاد البدائل
يعتقد المفكرون المسلمون أن في قصة لوط إشارة إلى فكرة إيجاد البدائل. فلابد من إيجاد بديل مشروع ليحل محل المنكر الممنوع. فكما اقترح النبي لوط على قومه الزواج بدلًا عما يفعلون، يُفترض مثلًا على من يطلب من الناس أن ينصرفوا عن الإعلام الفاسد أن يقترحَ بديلًا مناسبًا له. ويطَّرِد هذا في القرآن، فمثلاً تذكر آيةٌ قرآنية أن الله حرَّم الربا، ولكنه أحل البيع. على هذا يُقال، أنَّ الفقهاء المسلمون حينما أَفْتَوْا بوجوب الانصراف عن الاقتصاد الربوي، فإنهم اقترحوا بديلًا وهو البنوك الإسلامية. 

#### إكرام الضيف
من الأساسي في الدين الإسلامي وأخلاق الإسلام خلق إكرام الضيف. ويعتقد المفكرون المسلمون أن من إكرام المضيف الاهتمام بالضيف وحمايته من كل شيء يُضايقه أو يؤذيه حتى لا يناله سوء أو مكروه، طالما أنه في ضيافته وحماه. وهذه الفائدة يمكن أخذها مما ذكره القرآن الكريم من استياء لوط بوصول الضيف؛ لا لأنه لا يكرم الضيوف، بل فقط لشعوره بعدم القدرة على حمايتهم من شر قومه. لقد ضاق بهم ذرعًا لهذا الشعور بالعجز وعدم إتمام واجب الضيافة على أتم وجه. وهذه سنة النبيين والمرسلين؛ فنبي الله إبراهيم قد أكرم هؤلاء الأضياف ذاتهم وسارعهم بعجلٍ سمين كما وضحت ذلك آية قرآنية.
فإكرام الضيف في الإسلام هو خلق على قدر عظيمٍ جدًّا من الأهمية. بل، هو علامة من علامات الإيمان بالله واليوم الآخر كما في حديثٍ صحيحٍ للنبي.

#### أساليب التأثير
ذكرت قصة لوط في القرآن الكريم أساليب حوارية اتبعها النبي لوط لمحاولة التأثير على قومه واستمالتهم إلى الصواب. بالطبع، فقد باءت تلك المحاولات بالفشل كما ذكرت القصة القرآنية ذلك. إلا أن المفكرون والعلماء المسلمون استخلصوا من ذلك أنه من سياسة الداعية، أو الذي يرغب في التأثير على الناس بشكل عام، أن يستخدمَ أسلوب الإثارة لكوامن الغرائز والخصائص النفسية والنخوات والأعراف القبلية. فمثلًا تذكر القصة القرآنية أن لوطًا ذكر قومه بتقاليد البدو في إكرام الضيف وعدم الخزي للمضيف. وكذلك فقد خاطبهم وناداهم (يا قوم)،  أي ذكرهم بالناحية القومية. ثم حاول أن يوقظ فيهم مشاعر الرقابة لله. وأخيرًا، فقد استنكر عليهم عدم الرشد وتصرفات الطيش والسفه.  وهكذا، فإن من يرغب في الدعوة، أو التأثير الإيجابي عمومًا، يجب عليه أن يمتلك المرونة في خطابه، وأن يكون أسلوبه مؤثرًا وبليغًا.

## النصب
يعتقد الكثير من المسلمين أن بني نعيم في فلسطين تضم قبر لوط في وسط المدينة. يقع القبر داخل مسجد مستطيل الشكل به ساحة داخلية ومئذنة. تم بناء عتبة البوابة الشمالية للمسجد من الحجارة التي تعود إلى العصر البيزنطي عندما كانت توجد كنيسة في هذا الموقع. يسبق ارتباط بني نعيم بلوط في الإسلام،  حيث تشير أعمال العالم الكاثوليكي جيروم في القرن الرابع الميلادي إلى أن القبر يقع في بلدة تسمى كفر باريشا، التي من المحتمل أن تكون الاسم السابق لبني نعيم.
يقول التاريخ أن قبر بنات لوط يقع على تل قريب من الجنوب الشرقي من بني نعيم بجوار مزار مخصص للوط، المعروف بمقام النبي ياتين. تقول الأسطورة المحلية أن لوط صلى في الموقع وأن آثار أقدامه لا تزال مرئية في صخرة هناك. تم العثور على آثار أقدام مزعومة للأنبياء وغيرهم من رجال الدين في المزارات الإسلامية في جميع أنحاء الشرق الأوسط.

## طالع أيضًا
- لوط
- إبراهيم في الإسلام
- محمد في الإسلام
- قصص الأنبياء
- امرأة لوط
- العهد القديم

## وصلات خارجية
- قصه لوط في القرآن.

| لوط في الإسلام |                         |              |
| سبقه إبراهيم   | الأنبياء في الإسلام لوط | تبعه إسماعيل |